# ميغيل كابريرا
ميغيل كابريرا (بالإسبانية: Miguel Cabrera)‏ هو رسام إسباني ومكسيكي، ولد في 27 مايو 1695 في أوخاكا في المكسيك، وتوفي في 16 مايو 1768 في مدينة مكسيكو في المكسيك.